# Посольство України у Вірменії
Посольство України у Республіці Вірменія — дипломатична місія України у Вірменії, розміщена в Єревані.

## Завдання посольства
Основне завдання Посольства України в Єревані — представляти інтереси України, сприяти розвиткові політичних, економічних, культурних, наукових та інших зв'язків, а також захищати права та інтереси громадян і юридичних осіб України, які перебувають на території Республіки Вірменія.
Посольство сприяє розвиткові міждержавних відносин між Україною і Вірменією на всіх рівнях, з метою забезпечення гармонійного розвитку взаємних відносин, а також співробітництва з питань, що становлять взаємний інтерес. Посольство виконує також консульські функції.

## Історія дипломатичних відносин
Після проголошення незалежності Україною 24 серпня 1991 року Вірменія визнала Україну 25 грудня 1991 року. 25 грудня 1991 року між Україною та Вірменією було встановлено дипломатичні відносини.
У січні 1993 року відкрилось Посольство Вірменії в Україні, а у вересні 1996 року засновано Посольство України у Вірменії.

## Керівники дипломатичної місії
1. Хименко Григорій Микитович (1917—1918), український комісар на Закавказзі
2. Гірченко Володимир Платонович (1918—1919), представник Закавказького українського комісара у Вірменії.
3. Красковський Іван Гнатович (1919—1921), голова дипломатичної місії на Кавказі.[2]
4. Божко Олександр Іванович (1996—2001), посол
5. Тягло Володимир Миколайович (2002—2005), посол
6. Божко Олександр Іванович (2005—2010), посол
7. Кухта Іван Петрович (2010—2015), посол
8. Загородний Іван Максимович (2015—2016), тимчасовий повірений
9. Піхуля Вадим Григорович (2016—2017), тимчасовий повірений
10. Автономов Денис Леонідович (2017—2018), тимчасовий повірений
11. Литвин Петро Михайлович (2018[3]—2019), посол
12. Автономов Денис Леонідович (2019), тимчасовий повірений
13. Кулеба Іван Дмитрович (2019[4]—2021[5]), посол
14. Сенченко Олександр Анатолійович (2022—2023), тимчасовий повірений
15. Гончар Віктор Васильович (2023), тимчасовий повірений
16. Лобач Валерій Васильович (2023 — т.п.), тимчасовий повірений[6]